# Цистерцианские цифры
Цистерцианские цифры (или шифры, выражаясь языком XIX века) — система счисления, которой пользовались европейские монахи-цистерцианцы в Средние века, которая позволяет записывать числа от 1 до 9999 одним символом-глифом. Использовалась монашеским орденом цистерцианцев ещё в начале XIII века, — примерное время введения арабских цифр в северо-западной Европе. Немецкий гуманист Агриппа Неттесгеймский называл такое счисление «сверхэлегантным» (Notae Elegantissimae) и включил описание этих шифров в свои «Три книги по оккультной философии» (1531). Интерес к данной системе счисления также выказывали масоны, оккультисты и Аненербе.
Об этой более компактной и более стенографической, чем арабские или римские цифры, системе счисления рассказывает книга британского востоковеда Дэвида А. Кинга «Шифры монахов: забытая числовая запись средневековья» (2001).

## Описание
В цистерцианской системе числовой записи в качестве основного символа используется вертикальная прямая линия (черта́). Эта основная линия является осью, разделяющей двумерную плоскость на четыре квадранта (четыре части). Каждый из четырёх квадрантов содержит одно из четырёх числовых значений:
- в верхнем правом квадранте указывается число единиц (1—9),
- в верхнем левом квадранте — число десятков (10—90),
- в нижнем правом квадранте — число сотен (100—900),
- в нижнем левом квадранте — число тысяч (1000—9000).

Подобное визуальное представление не предназначено для выполнения арифметических операций, но только для быстрой прописи чисел. Примеры:
- 1492
- 1776
- 1916
- 2001
- 2020

### Вариант с горизонтальной линией
Система менялась в зависимости от географических регионов и эпох. Вместо вертикального основного символа могла использоваться горизонтальная линия.